# GEO600
GEO600 — детектор гравітаційних хвиль, розташований поблизу міста Зарштедт, приблизно за 20 км на південь від Ганновера в Німеччині. Порівнюючи шляхи, пройдені світлом у двох незалежних 600-метрових каналах, він здатен реєструвати гравітаційні хвилі у частотному діапазоні від 50 герц до 1,5 кГц, наприклад, такі, що утворюються при злитті чорних дір. GEO600 входить до складу глобальної мережі детекторів гравітаційних хвиль, яка здатна реєструвати відносні зміни відстані порядку 10−21, що відповідає розміру одного атому в порівнянні з відстанню від Землі до Сонця.
Проєктуванням та експлуатацією детектора займаються науковці з Інституту гравітаційної фізики імені Макса Планка, Інституту квантової оптики імені Макса Планка та Ганноверського університету, а також дослідники з Університету Глазго, Бірмінгемського університету та Кардіффського університету у Великій Британії. Фінансування забезпечують Товариство Макса Планка та Рада з науково-технічних установ Великої Британії. Будівництво приладу розпочалося у 1995 році. Станом на 2023, GEO600 продовжує роботу з реєстрації гравітаційних хвиль.

## Історія
У 1970-х роках у Європі дві дослідницькі групи розпочали дослідження з виявлення гравітаційних хвиль за допомогою лазерної інтерферометрії: німецьку групу очолював Гайнц Біллінг, а британську — Рональд Древер. У 1975 році Інститут астрофізики імені Макса Планка у Мюнхені створив прототип з довжиною плеча 3 м. Потім у 1983 році в Інституті квантової оптики імені Макса Планка у Гархінгу був створений прототип з довжиною плеча 30 м. У 1977 році кафедра фізики та астрономії Університету Глазго розпочала аналогічні дослідження, а в 1980 році ввела в експлуатацію прототип з довжиною плеча 10 м.
У 1985 році група з Гархінгу запропонувала побудову великого детектора з довжиною плеча 3 км, а британська група висунула аналогічний проєкт у 1986 році. У 1989 році обидві групи об'єднали свої зусилля, започаткувавши таким чином проєкт GEO. В якості ідеального місця для розташування розглядались гори Гарц у північній Німеччині. Однак через фінансові труднощі проєкт не отримав фінансування. У 1994 році було запропоновано створити менший детектор, GEO600, який мав бути побудований на рівнинах поблизу Ганновера, з довжиною плеча 600 м. Будівництво цього британсько-німецького детектора гравітаційних хвиль розпочалося у вересні 1995 року.
У 2001 році Інститут гравітаційної фізики імені Макса Планка (Інститут Альберта Ейнштейна) в Потсдамі взяв на себе керівництво ганноверським відділенням Інституту квантової оптики імені Макса Планка. З 2002 року детектор спільно експлуатує Центр гравітаційної фізики Інституту Альберта Ейнштейна та Ганноверського університету спільно з університетами Глазго та Кардіффа. З 2002 року GEO600 брав участь у кількох спільних сеансах збору даних з детекторами LIGO.
У листопаді 2005 року було оголошено про початок розширеного спільного наукового запуску детекторів LIGO та GEO600. GEO600 та два детектори LIGO (поблизу Лівінгстона в Луїзіані та на Генфордському майданчику в штаті Вашингтон) збирали дані понад рік з перервами на налаштування та оновлення, але статистично значущих сигналів гравітаційних хвиль виявлено не було. У вересні 2011 року як VIRGO, так і LIGO було зупинено для проведення модернізації, залишивши GEO600 єдиним працюючим великомасштабним лазерним інтерферометром, що здійснював пошук гравітаційних хвиль. В наступні роки детектор оновили з метою зменшення залишкового шуму. Перше спостереження гравітаційних хвиль відбулося 14 вересня 2015 року за допомогою двох детекторів LIGO. В той час GEO600 перебував у режимі інженерних випробувань і не мав достатньої чутливості, щоб підтвердити сигнал. Оновлений GEO600 розпочав збір даних лише 18 вересня 2015 року.

## Обладнання

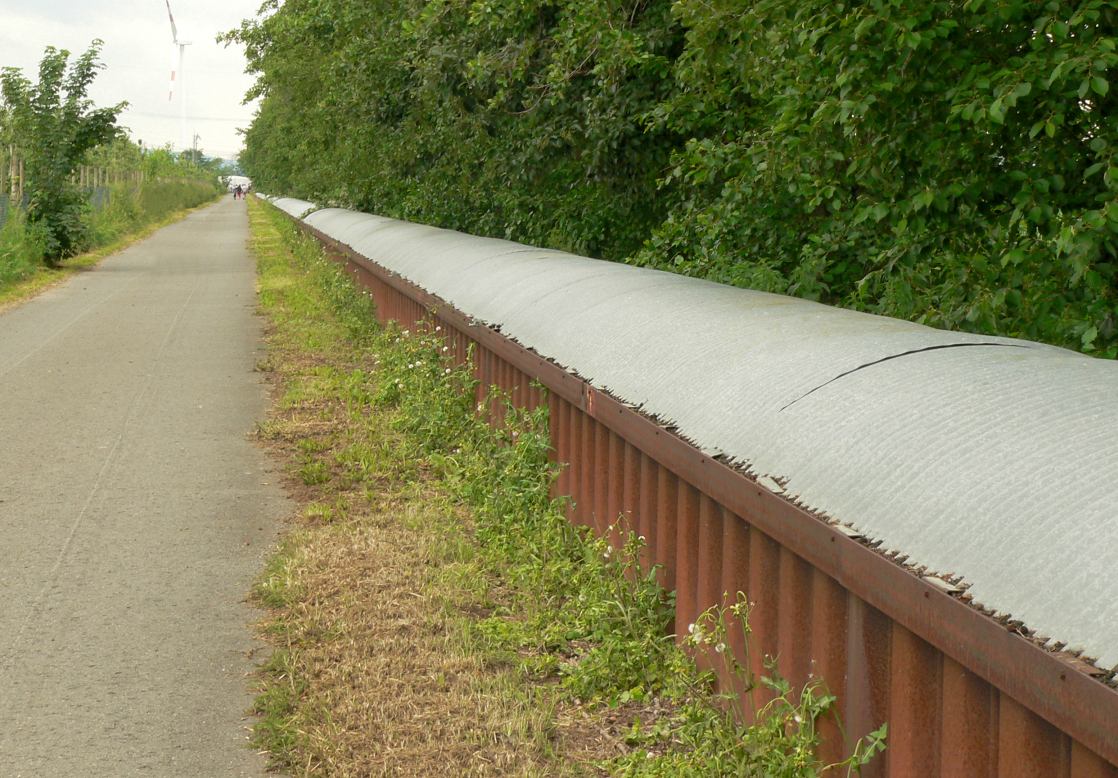
Лазерний тунель

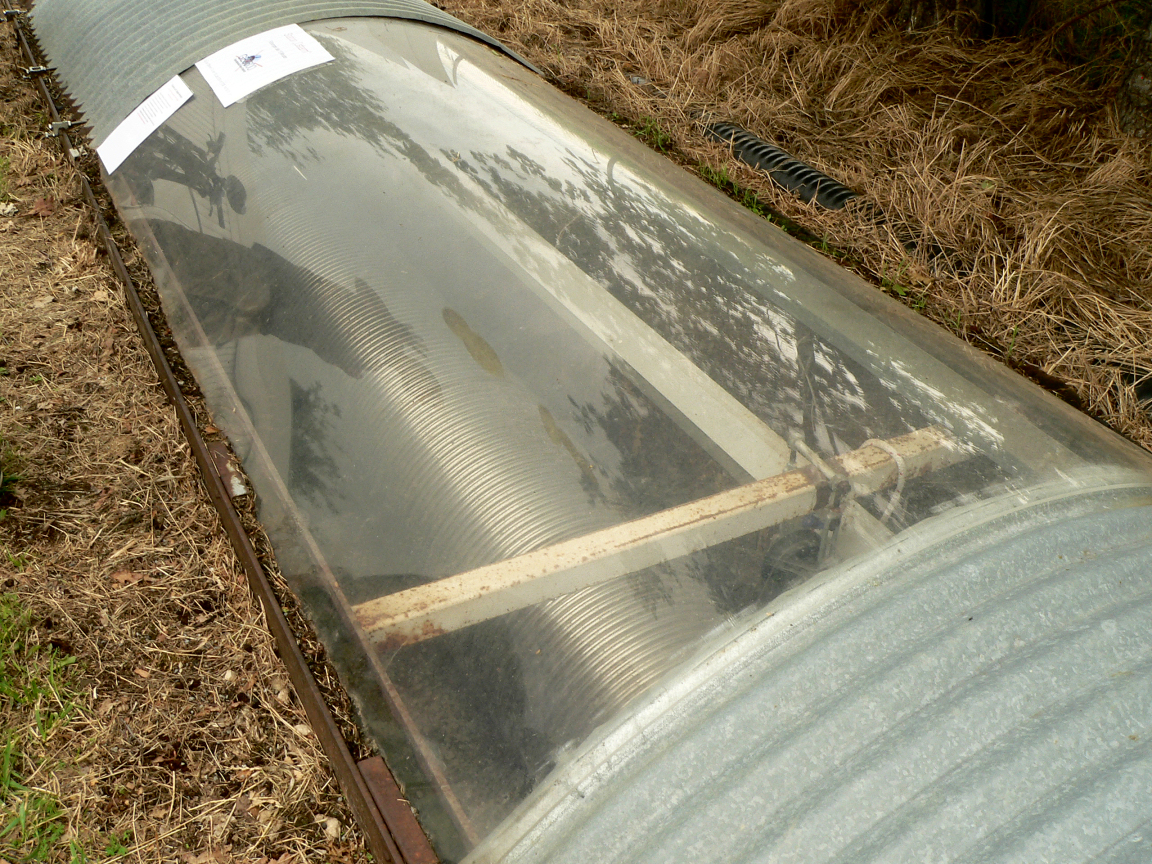
Вид на вакуумну трубу в лазерному тунелі

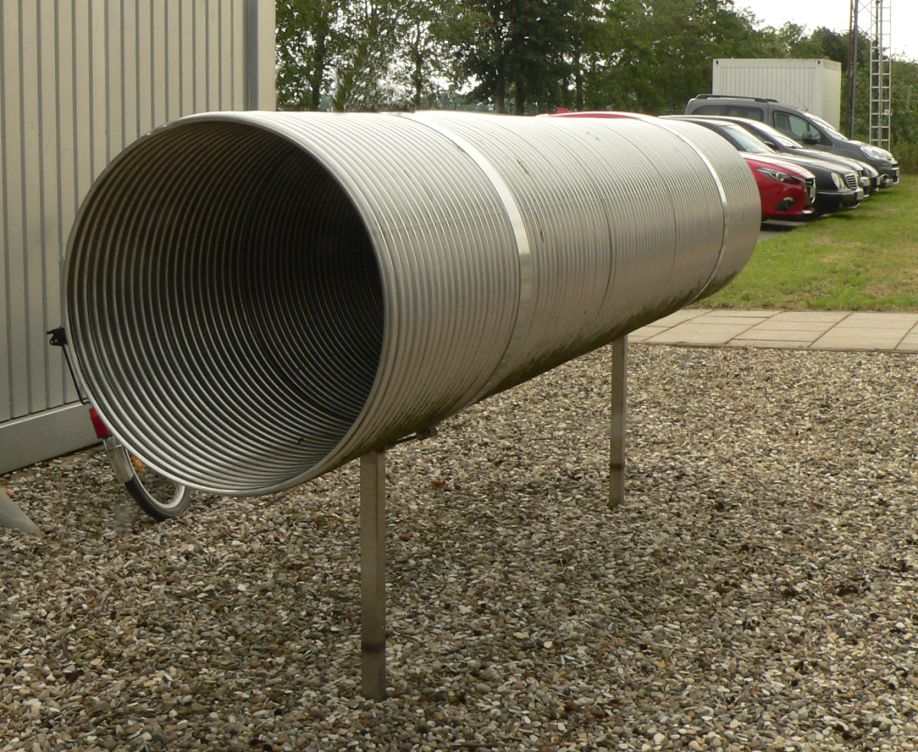
Демонстраційна секція вакуумної труби

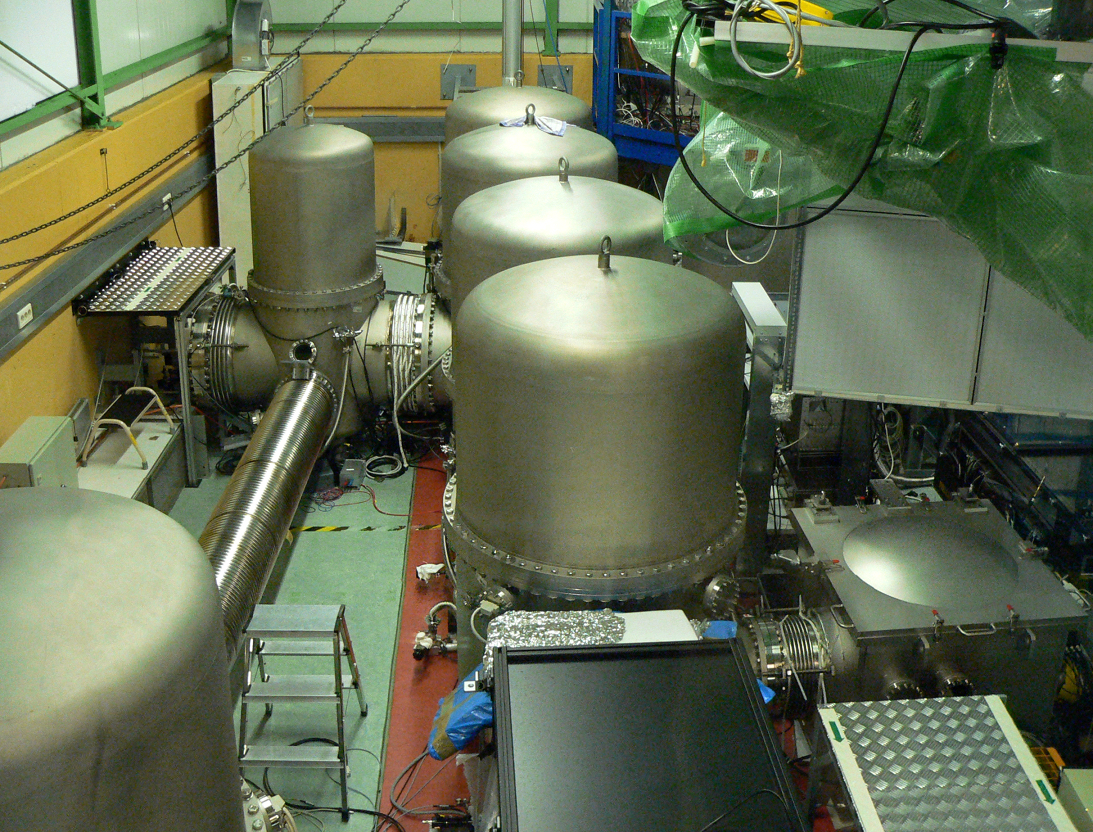
Лабораторія з вимірювальною зоною

GEO600 — це інтерферометр Майкельсона, що складається з двох плечей довжиною 600 м кожне. Лазерний промінь проходить кожне плече двічі, що забезпечує ефективну оптичну довжину плеча 1200 м. Основні оптичні компоненти розміщені в системі надвисокого вакууму з тиском менше 10−8 мбар.

### Підвіси та сейсмічна ізоляція
Для точних вимірювань оптика повинна бути ізольована від руху ґрунту та інших впливів навколишнього середовища. Тому всі наземні інтерферометричні детектори гравітаційних хвиль підвішують свої дзеркала як багатоступеневі маятники. Для частот вище резонансної частоти маятника такі підвіси забезпечують хорошу ізоляцію від вібрацій.
Усі основні оптичні елементи GEO600 підвішені як потрійні маятники для ізоляції дзеркал від вібрацій у горизонтальній площині. Dерхня та проміжна маси підвішені на пружинах, що забезпечують ізоляцію від вертикальних рухів. На верхній масі розміщено шість магнітних актуаторів, які активно демпфують маятники.
Крім того, вся підвісна конструкція встановлена на п'єзоелементах. Ці елементи використовуються для активної сейсмічної ізоляції: вони переміщують весь підвіс у напрямку, протилежному до руху ґрунту, таким чином компенсуючи його.

### Оптика
Основні дзеркала GEO600 — це циліндри з кварцового скла діаметром 18 см і висотою 10 см. Розділювач променя діаметром 26 см і товщиною 8 см є єдиним пропускним оптичним елементом на шляху променя високої потужності, тому виготовлений зі спеціального кварцового скла. Його поглинання становить менше 0,25 ppm на 1 см.

### Технологічні особливості
GEO600 використовує низку новітніх технологій та обладнання, які планується застосовувати в наступному поколінні наземних детекторів гравітаційних хвиль:
- Монолітні підвіси: Дзеркала підвішені як маятники. Хоча для вторинних дзеркал використані сталеві дроти, основні дзеркала GEO600 підвішені на так званих монолітних підвісах, тобто дроти виготовлені з того ж матеріалу, що й дзеркало — кварцового скла. Це зменшує механічні втрати, які спричиняють шум[20].
- Електростатичні приводи: Актуатори необхідні для утримання дзеркал у потрібному положенні та для їх вирівнювання. До вторинних дзеркалах GEO600 для цього приклеєні магніти, які можна переміщувати за допомогою котушок.
- Система термічного керування дзеркалами: Система нагрівачів розміщена на східному дзеркалі. Через теплове розширення при нагріванні дзеркало змінює радіус кривини. Нагрівачі дозволяють налаштовувати радіус кривини дзеркала[21].
- Рециркуляція сигналу: Додаткове дзеркало на виході інтерферометра утворює резонансну порожнину разом із кінцевими дзеркалами, що підсилює потенційний сигнал.
- Гомодинне детектування[en] (також відоме як «DC-зчитування»)[22].
- Очищувач вихідної моди (Output Mode Cleaner, OMC): Додаткова порожнина на виході інтерферометра перед фотодіодом. Її мета — відфільтрувати світло, яке потенційно не несе сигналу гравітаційних хвиль[23].
- Стиснення: Стиснений вакуум вводиться в темний порт розділювача променя. Використання стиснення може покращити чутливість GEO600 на частотах вище 700 Гц у 1,5 раза[24].

Ще однією відмінністю GEO600 від інших проєктів є відсутність резонансних порожнин у плечах інтерферометра.

### Чутливість
Чутливість до гравітаційних хвиль зазвичай вимірюють в одиницях спектральної густини амплітуди. Максимальна чутливість GEO600 у цих одиницях становить 2×10−22 1/√Гц на частоті 600 Гц. На високих частотах чутливість обмежена потужністю доступного лазера, а на низьких частотах — сейсмічними коливаннями ґрунту.

## Дані та Einstein@Home
Детектор реєструє не лише сигнал з основного фотодіода, а й покази низки допоміжних сенсорів — зокрема фотодіодів, що вимірюють допоміжні лазерні промені, мікрофонів, сейсмометрів, акселерометрів, магнітометрів, а також характеристики роботи всіх контурів керування. Ці допоміжні сенсори важливі для діагностики та виявлення впливу навколишнього середовища на покази інтерферометра. Частину потоку даних аналізують у межах розподіленого обчислювального проєкту Einstein@Home, — програмного забезпечення, яке волонтери можуть запускати на власних комп'ютерах.